# I Will Say Goodbye
I Will Say Goodbye è un album in studio del musicista statunitense Bill Evans, pubblicato nel 1980 a nome The Bill Evans Trio.

## Tracce
1. I Will Say Goodbye (Michel Legrand) – 3:30
2. Dolphin Dance (Herbie Hancock) – 6:04
3. Seascape (Johnny Mandel) – 5:23
4. Peau Douce (Steve Swallow) – 4:18
5. Nobody Else but Me (Oscar Hammerstein II, Jerome Kern)  – 5:06 (traccia bonus CD)
6. I Will Say Goodbye [Take 2] (Legrand) – 4:51
7. The Opener (Bill Evans) – 6:13
8. Quiet Light (Earl Zindars) – 2:29
9. A House Is Not a Home (Burt Bacharach, Hal David) – 4:38
10. Orson's Theme (Legrand) – 3:47 (traccia bonus CD)

## Formazione
- Bill Evans – piano
- Eddie Gómez – contrabbasso
- Eliot Zigmund – batteria

## Premi
- Grammy Award
  - 1981: "Best Jazz Instrumental Solo"